# Ernesto Bonilla del Valle
Ernesto Bonilla del Valle (Jauja, 6 de enero de 1905 - Los Ángeles, 23 de julio de 2005) fue un escritor, poeta y pintor peruano.
De un profundo lirismo, basó la mayoría de sus textos en la vida tranquila y melancólica de los parajes de los andes peruanos, y en particular narró escenas de la vida cotidiana en el valle del Mantaro.
Se tituló como contador en la Universidad de San Marcos en Lima. Trabajó en empresas privadas y luego como funcionario en el Ministerio de Fomento del Perú.
Fue propulsor del cooperativismo en el Perú, fundando la Cooperativa de Vivienda "Macchu Picchu" en el actual distrito de San Juan de Lurigancho en Lima para empleados estatales. Publicó la revista Cooperación de su propio peculio.
Pintor costumbrista, luego abstracto y figurativo. Ha expuesto en Estados Unidos donde radicó desde 1970.

## Obras
- Jauja, Buenos Aires, 1946.
- Tierra Chola, Junín, 1972.
- El albergue desolado, Jauja, 2006.